# 石韜
石 韜（せき とう、? - 348年）は、五胡十六国時代後趙の皇族。父は石虎。

## 生涯
石虎の子として生まれた。天文学に精通していたという。
333年8月、石虎が丞相・大単于に任じられ、魏王に封じられると、石韜は前鋒将軍・司隷校尉に任じられ、楽安王に封じられた。
同年12月、北羌王薄句大は後趙に反旗を翻して北地・馮翊を侵犯した。その為、石韜は章武王石斌・将軍郭敖と合流して征伐に向かい、これを撃ち破って薄句大を馬蘭山へ敗走させた。郭敖は勝ちに乗じて深追いしたが、反撃に遭って大敗を喫し、7割の兵を失った。その為、石韜らは軍を収めて三城に帰還した。石虎は使者を派遣して郭敖を誅殺した。
337年1月、石虎が大趙天王を自称すると、石韜は楽安公に降封となった。
石韜は河間公石宣（石韜の異母兄）と共に石虎から寵愛を受けていたが、天王太子石邃（石宣の異母兄）はこれに嫉妬して仇敵のように恨んでおり、殺害を計画したほどであった。
7月、石邃が石虎の怒りを買って処刑されると、石宣は代わって天王太子に立てられ、石韜は秦公に改封され、司徒を加えられた。
同年、金鉦・黄鉞を加えられ、鑾輅・九旒を与えられた。 
340年10月、太尉に任じられ、石宣と交代で尚書の奏事を決裁するようよう命じられた。褒賞・刑罰については自らの判断で決める事を許され、報告する必要も無かった。だが、石韜もまた酒色にふけって狩猟を好み、石宣もまた酒を飲んで遊び回っていたので、褒賞や刑罰はみな中謁者令申扁に任せきりとなった。これにより申扁の権力は内外を傾ける程となり、二千石の身分が一門から多数輩出され、九卿以下はみな彼の後塵を拝したという。
342年12月、右僕射張離は五兵尚書を領しており（五兵尚書は現在の国防大臣に相当する）、石宣に媚びを売ろうと思って「今、諸侯の吏兵は限度を超えています。少しずつ減らしていくべきです。これをもって根本を安泰させるのです」と勧めた。石宣は石虎から寵愛されていた石韜を妬んでいたので、張離に命じて「秦・燕・義陽・楽平の四公は吏197人、帳下兵200人を置く事とし、それ以下の者は3分の1を置く事を認める。これにより余った兵5万は全て東宮に配備するものとする」と奏させた。これにより石韜を始めとした諸公は恨み、石宣との間に溝が広がった。
347年9月、石虎の命により、石宣は山川において遊猟を行い、福を祈願する事となった。石宣は大輅に乗り、羽葆・華蓋を携え、天子の旌旗を建てると、16軍総勢18万で金明門より出発した。その後、石虎はまた石韜にも後を継いで出発させ、并州を出て秦州・雍州へ至る経路も同様であった。石宣は同列に扱われた事に激怒し、ますます石韜を妬むようになった。
348年4月、石虎は石韜を寵愛していたので、石宣に代わって太子に立てようと考えたが、石宣の方が年長だったので決断できなかった。ある時、石宣は石虎に逆らうと、石虎は怒って「韜（石韜）を立てなかったのは失敗であった！」と言った。これにより石韜は益々傲慢となり、太尉府に堂を建てると宣光殿と名付け、その梁の長さは9丈に及んだ。石宣はこれを知ると怒り（自らの名である宣の文字があったからか）、匠を処刑して梁を断ち切った。石韜もまたこれに怒り、梁の長さを10丈とした。石宣はこれを知ると、側近の楊柸・牟成・趙生と共に石韜誅殺を目論むようになった。
8月、東南では黄黒雲が起こり、大きさは数畝ほどであった。それはしばらくすると3つに分かたれ、形状は匹布の如しであった。東西へ天を経て、色は黒から青へと移り、酉時には日を貫き、日没後には7道へと分かれた。さらに、数十丈離れる毎に、間に魚鱗の様な白雲が起こり、子時になると消滅した。石韜はこの現象を目にすると不信がり、顧みて左右の側近へ「此の変は小さくない。当に刺客が京師（鄴）より起こるであろう。それが誰であるか分かるものはおらぬか」と語った。
その夜、石韜は東明観において側近と酒宴を催した。音楽が奏でられて宴も酣となると、厳しい顔つきで長く嘆息して「人の世というのは無常である。別れは易く会うは難しというものか。各々一杯付けて意を開き、我に飲ませるように。酔い潰れるまでそのようにせよ。後に再び会えるかも分からぬのに、飲まずにいられようか！」と語り、涙を流した。座を共にした者も、啜り泣きを止める事が出来なかった。石韜はそのまま仏精舍にて宿泊した。石宣は楊柸らに命じて獼猴梯（細長い梯子）を掛けて宿舎に侵入させ、これにより石韜は殺害されてしまった。
翌朝、石虎は石韜の死を知ると驚愕して卒倒し、しばらくしてから意識を取り戻した。彼は石韜が殺された刀箭を手に取り、その血を舐めて泣き叫び、その様子は宮殿が震動するほどであった。史科という人物は密かに犯行当日に楊柸らの姿を目撃しており、そこから石宣らの犯行は漏れてしまい、捕らえられた。石宣は石韜の側近である宦官郝稚・劉覇に髪と舌を引き抜かれ、手足を切断され、眼を斬られ、腸を潰され、石韜と同じような状態にされてから焼き殺されたという。